# Сеймчан (смт)
Сеймча́н — селище міського типу в Середньоканському районі Магаданської області Росії, на березі річки Сеймчан поблизу впадання її в Колиму. 

## Історія
Поселення було засновано в кінці XVII століття. Назва походить від якутського  хеїмчен - ополонка.
Аеропорт Сеймчан побудований в 1942 році і з 1943 по 1945 був одним з проміжних пунктів траси Алсиб по перегону військових літаків, що поставляються по ленд-лізу.
Статус селища міського типу - з 1953 року.